# Церковь иконы Божией Матери «Неупиваемая чаша» (Салават)
Церковь в честь иконы Божией Матери «Неупиваемая чаша»— православный храм Салаватской епархии. Храм расположен по адресу: улица Мира, д.1 в городе Салавате, Башкортостан.

## История
С возрождением Русской Православной Церкви в 90-х годах в Салавате впервые появилась православная община. На восточной окраине города в районе Мусино был открыт временный молитвенный дом. Здесь и проходили богослужения, пока у вокзала строился новый кирпичный храм во имя великого князя Димитрия Иоанновича Донского.
Новая православная община как подворье Покровского мужского монастыря в честь иконы Божией Матери «Неупиваемая Чаша» создана в Салавате 5 июня 2007 г. 
Церковь в честь иконы Божией Матери "Неупиваемая чаша" была построена в 2011 году на одном земельном участке со старой. Нижний (подвальный) храм – каменный, верхний – деревянный. Жилые помещения подворья размещены в надстроенном здании старого мусинского молитвенного дома.
Строительство церкви курировал Игумен Николай (Чернышов), наместник Покрово-Эннатского мужского монастыря, чьим подворьем и стал новый храм. В настоящее время церковь построена. В ней проходят службы. 
При храме работает воскресная школа для детей.

## Духовенство
- Архимандрит Николай (Чернышов).
- Протоиерей Александр Гавриленко.
- Протоиерей Сергий Завьялов.
- Иерей Антоний Оначинский.

## Фотогалерея

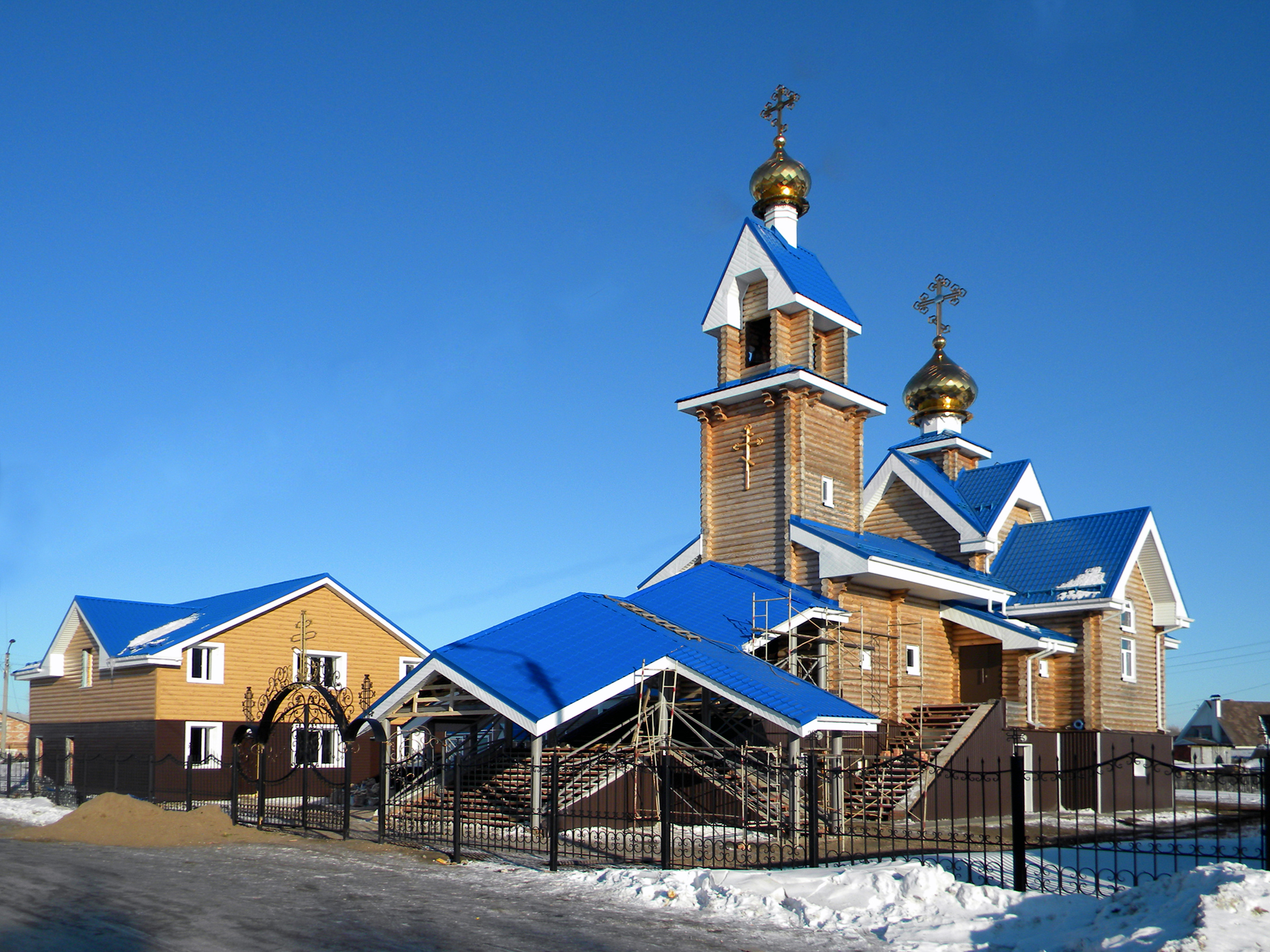
Церковь в честь иконы Божией Матери "Неупиваемая чаша"
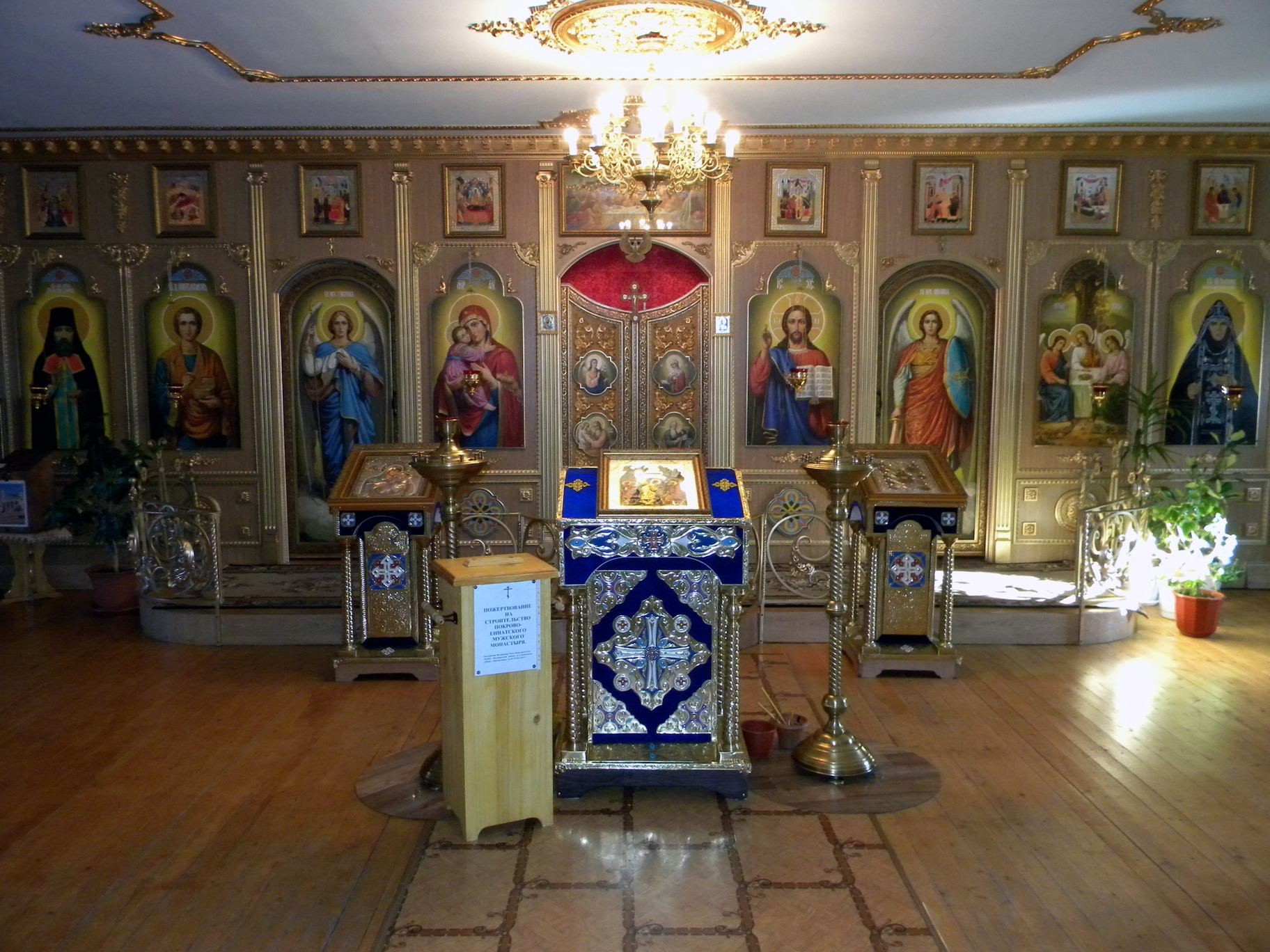
Иконостас нижнего храма
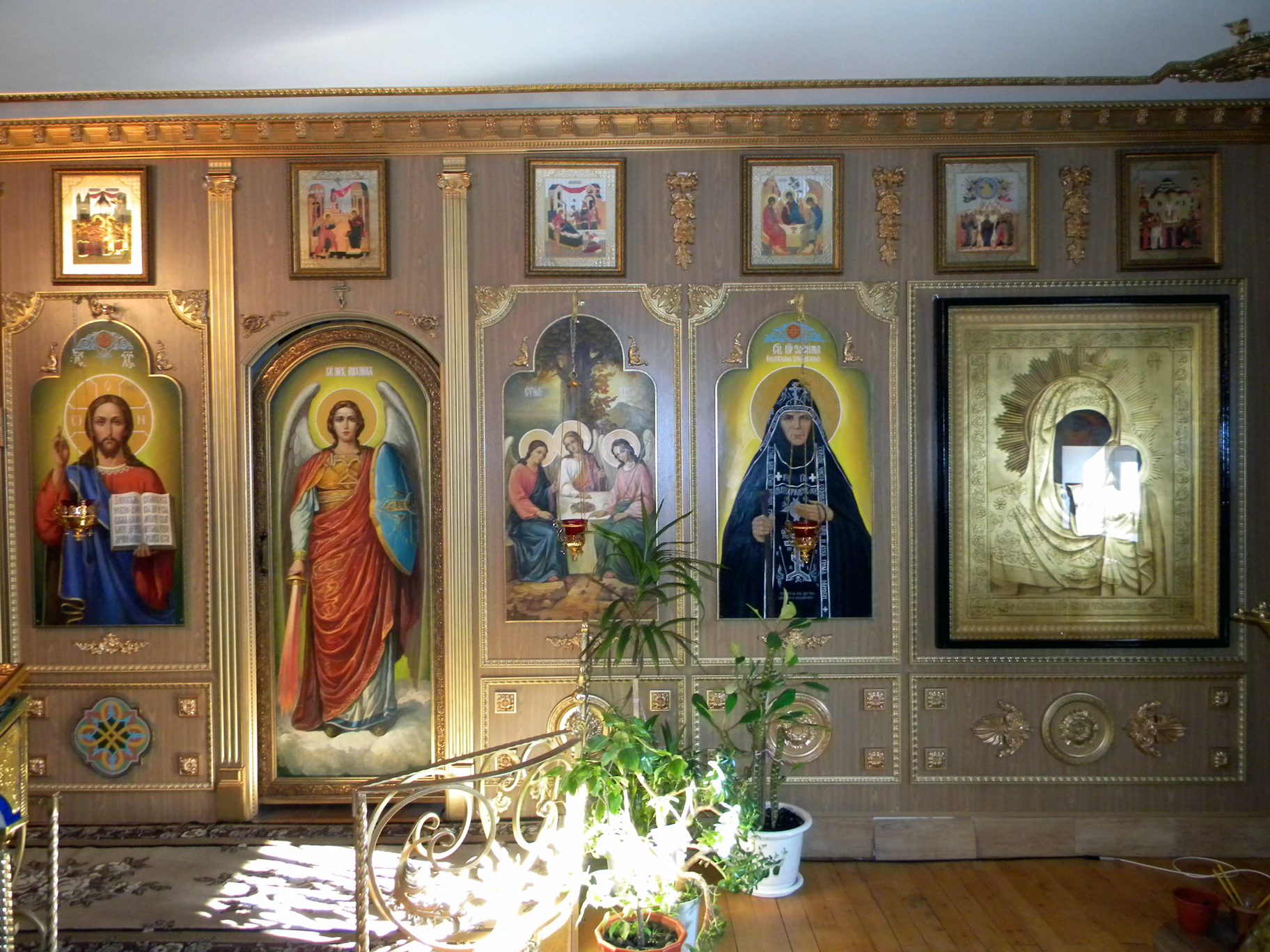
Иконостас нижнего храма
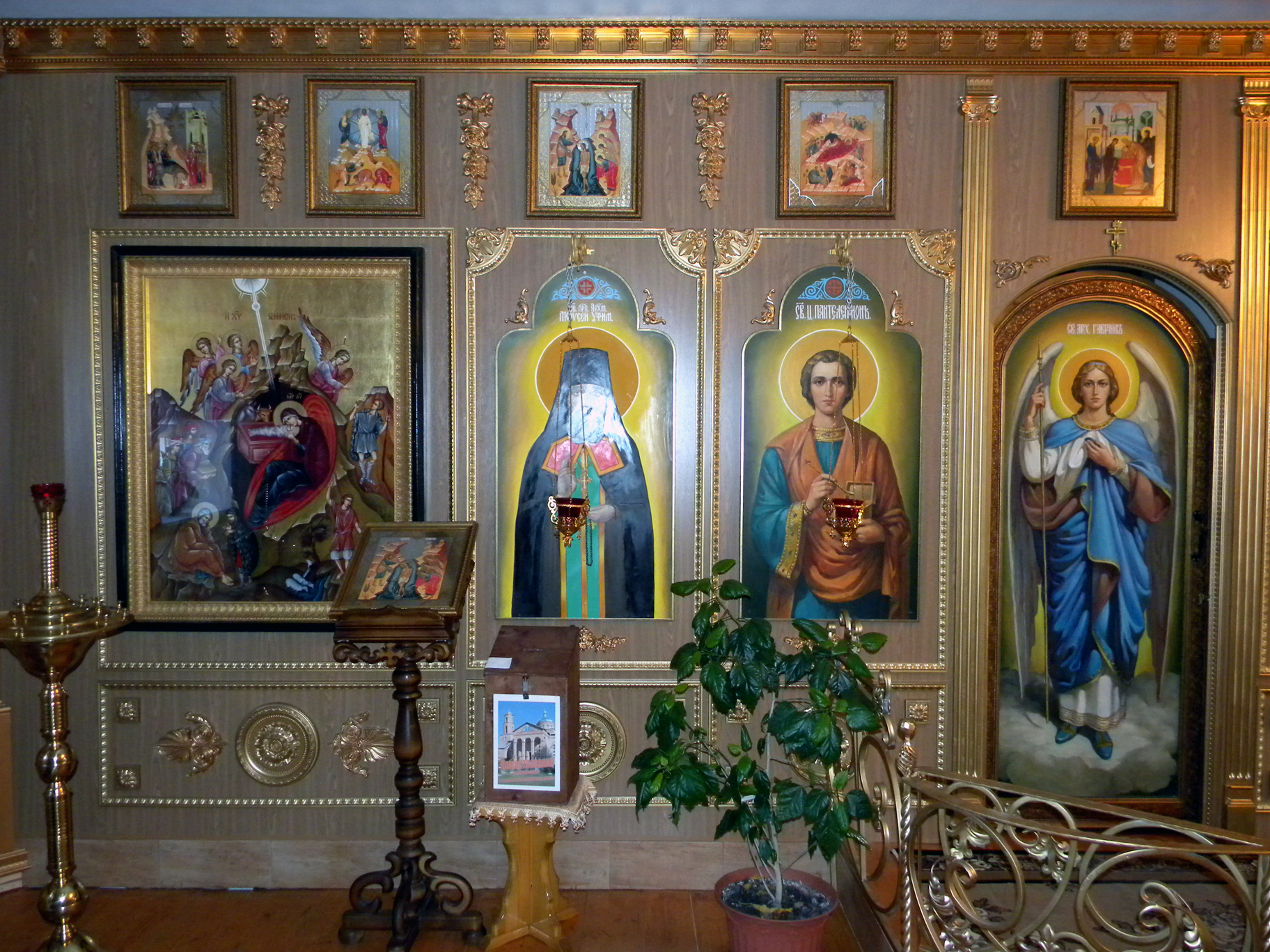
Иконостас нижнего храма
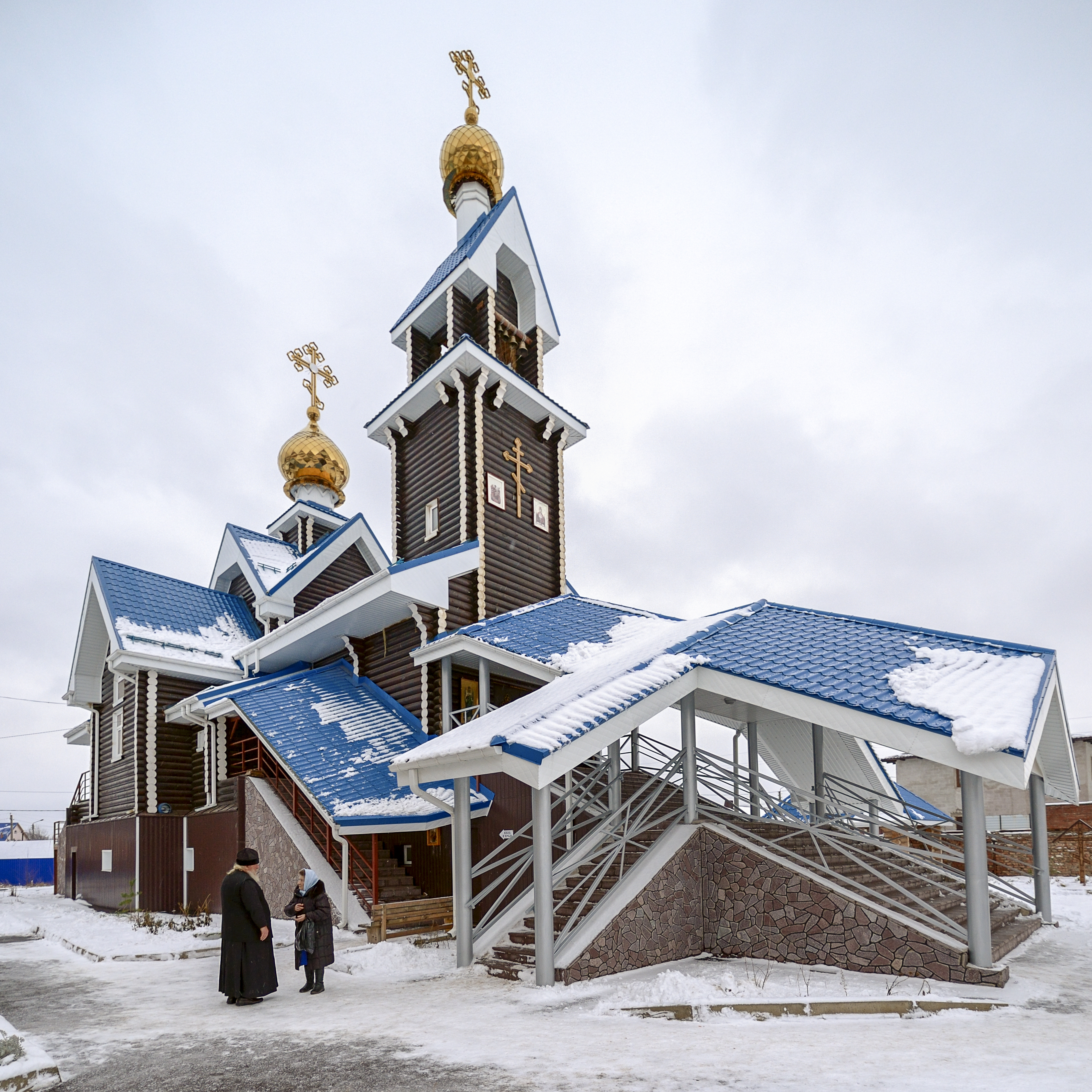
Церковь в честь иконы Божией Матери "Неупиваемая чаша"